# Tuniki
Tuniki [pronunciación en polaco: /tuˈɲikʲi/] es una aldea ubicada en el distrito administrativo de Gmina Biała Rawska, dentro del condado de Rawa, voivodato de Łódź, en el centro de Polonia. Se encuentra a unos 11 kilómetros al noreste de Biała Rawska, a 26 kilómetros al noreste de Rawa Mazowiecka, y a 78 kilómetros al este de la capital regional Łódź.